# NAIS
NAIS — российская национальная выставка и форум инфраструктуры гражданской авиации.
Отраслевая авиационная выставка, проходящая при участии Министерства транспорта Российской Федерации и Федерального агентства воздушного транспорта (Росавиация). В работе выставки принимают участие первые лица крупнейших авиакомпаний России и иностранных авиакомпаний, работающих на российском рынке, а также российские руководители отрасли.
Традиционно выставка проходит в начале февраля каждого года, так как её проведение приурочено ко Дню работника гражданской авиации в России.
Так, в 2020 году в работе выставки приняли участие глава Росавиации А. Нерадько и заместитель министра транспорта Российской Федерации А. Юрчика. На выставке постоянно присутствует собственный стенд Росавиации.
Проводится с 2014 года, постоянным место проведения выставки является выставочный комплект «Крокус Экспо». Является одним из ключевых событий в авиационной отрасли, в частности в отрасли гражданской авиации.
Выставка проходит в течение двух дней (двух будней дней, как правило), рассчитана на профессиональную аудиторию.
В отличие от многих других авиационных выставок, NAIS не включает в себя демонстрационной программы и проходит полностью в закрытом помещении.
В рамках выставки не представлены воздушные суда, а большая часть информационных стендов и стендов участников составляют стенды региональных и международных аэропортов, а также организаций, занятых в сфере гражданской авиации.
Для посетителей посещение выставки бесплатное, но необходима регистрация.
Приобретение платного билета участника требуется только для участия в деловой программе или размещения стенда.
В 2020 году на выставке были представлены не только российские, но и иностранные организации, работающие в сфере гражданской авиации. В частности, на выставке был представлен стенд Китайской народной республики, с 2019 года являющейся также партнёром российского авиасалона МАКС.

## Число участников
Согласно официальным данным, в выставке в 2020 году было представлено 125 организаций из 14 стран мира. Годом ранее число участников было чуть больше — 130 участников из 17 стран мира.
Число посетителей выставки в 2020 году (согласно данным организаторов) — более 3400 человек.

## Премии, вручаемые на выставке
В рамках выставки NAIS на регулярной основе вручается две отраслевые премии — Skyway Service Award и «Воздушные ворота России». Первая из этих премий вручается авиакомпаниям, вторая аэропортам.
Помимо этого, вручается ещё ряд премий и наград, часть из которых существуют на выставке на разовой основе.
Вручение наград победителям постоянно проводящихся в рамках NAIS премий осуществляется руководителями отрасли.
Также в рамках форума NAIS могут проводиться отдельные конкурсы, организованные авиакомпаниями, лётными училищами и другими ключевыми представителями отрасли. Так, в 2019 году компанией «Аэрофлот» была организована премия «Лучший в небе», которая вручалась курсантам лётных училищ гражданской авиации. Премию поддержали Росавиация и ОАК.
В 2020 году таким специальным конкурсом стал конкурс фотографий авиационной тематики, посвящённый Дню работника гражданской авиации, и конкурс студенческих научно-исследовательских работ, организованный МГТУ ГА.

### Премия Skyway Service Award
Премия включает в себя большое количество номинаций, рассчитанных как на российские, так и на иностранные авиакомпании, постоянно работающие в российском воздушном пространстве. Практически все номинации премии касаются сферы обслуживания пассажиров и обеспечения сервиса на борту. В номинациях выделяются отдельно и фактически не конкурируют друг с другом, за исключением некоторых отдельных номинаций. Присуждается премия по итогам открытого голосования, в котором принимают участие сами пассажиры. Учредителем премии является Федеральное агентство воздушного транспорта (Росавиация).
Список основных номинаций премии: Лучший дьюти-фри на борту, Лучшая программа лояльности для пассажиров, Лучшая программа лояльности, Лучший онлайн сервис для клиентов, Лучший сервис для пассажиров с детьми и пассажиров с ограниченными возможностями, Лучшая бортовая система развлечений и связи, Лучшая авиакомпания на туристических направлениях, Лучшая авиакомпания на международных чартерных направлениях, Лучший бизнес-класс, Лучший экономкласс, Лучший экономкласс на внутренних регулярных перевозках, Лучшая региональная авиакомпания в регулярных перевозках, Лучший экономкласс мвл, Лучший бизнес-класс мвл.
Помимо этого, ежегодно вручаются дополнительные специальные премии, номинирование по которым может быть не регулярным.
Так, в 2020 году специальная премия носила название "За поддержку федерального проекта «Год театра в России», а годом ранее награды получили авиакомпании, поддержавшие перелёты для футбольных фанатов.

### Премия «Воздушные ворота России»
«Воздушные ворота России» — специализированная отраслевая премия для аэропортов гражданской авиации.
Премия вручается в отдельных номинациях в зависимости от объёма пассажиропотока в год, также существуют отдельные специальные номинации, победители в которых определяются без учёта объёма пассажиропотока. Так, в 2020 году в качестве специальной премии был награждён ростовский аэропорт Платов.
Базовые номинации премии разделены отдельно для аэропортов с различным уровнем пассажиропотока, внутри каждой из них номинации одинаковы.
Список основных номинаций премии: Лучший аэропорт (пять категорий для ВВЛ и МВЛ), Лучший «малый» аэропорт (три категории). К специальным номинациям премии относятся: Лучший экономический проект регионального развития, Лучший проект инфраструктуры для грузоперевозок, Лучший аэропорт для авиакомпаний, Лучший инвестиционный проект, Лучший инновационный проект, Лучшее дизайнерское решение.
При выборе победителей в рамках данной премии голосование проводится среди специалистов и представителей авиакомпаний.
Дополнительно в рамках премии есть две номинации, в которых победителей определяют представители СМИ и пассажиры.

### Премия имени Анатолия Трошина
Премия имени А. Трошина — первая в России специализированная отраслевая премия для авиационных журналистов.
Премия учреждена в честь главного редактора журнала «Гражданская авиация», возглавлявшего журнал в течение более чем 40 лет.
Премия учреждена 9 сентября 2019 года.
Впервые была вручена на NAIS-2020, автором идеи и организатором выступил журнал «Гражданская авиация». Планируется, что эта премия также будет вручаться в рамках NAIS на регулярной основе.
В 2020 году премией имени Трошина был награждён один победитель, премия имела единственную номинацию. В дальнейшем планируется увеличение количества номинаций.

## Критика работы форума
В ряде случаев посетители жалуются на то, что данные о точном расписании выставки появляются слишком поздно, что не удобно для планирования времени приезда на мероприятия.
Ещё одним поводом для критики в СМИ зачастую становятся сдвиги в программе и задержки проведения заявленных мероприятий.

## Освещение в СМИ
Выставка освещается более чем сорока различными отраслевыми изданиями и информационными агентствами, в том числе ИТАР ТАСС, «Ведомости», «Российская газета», РИА Новости и др.